# Điện Thái Hòa (Bắc Kinh)

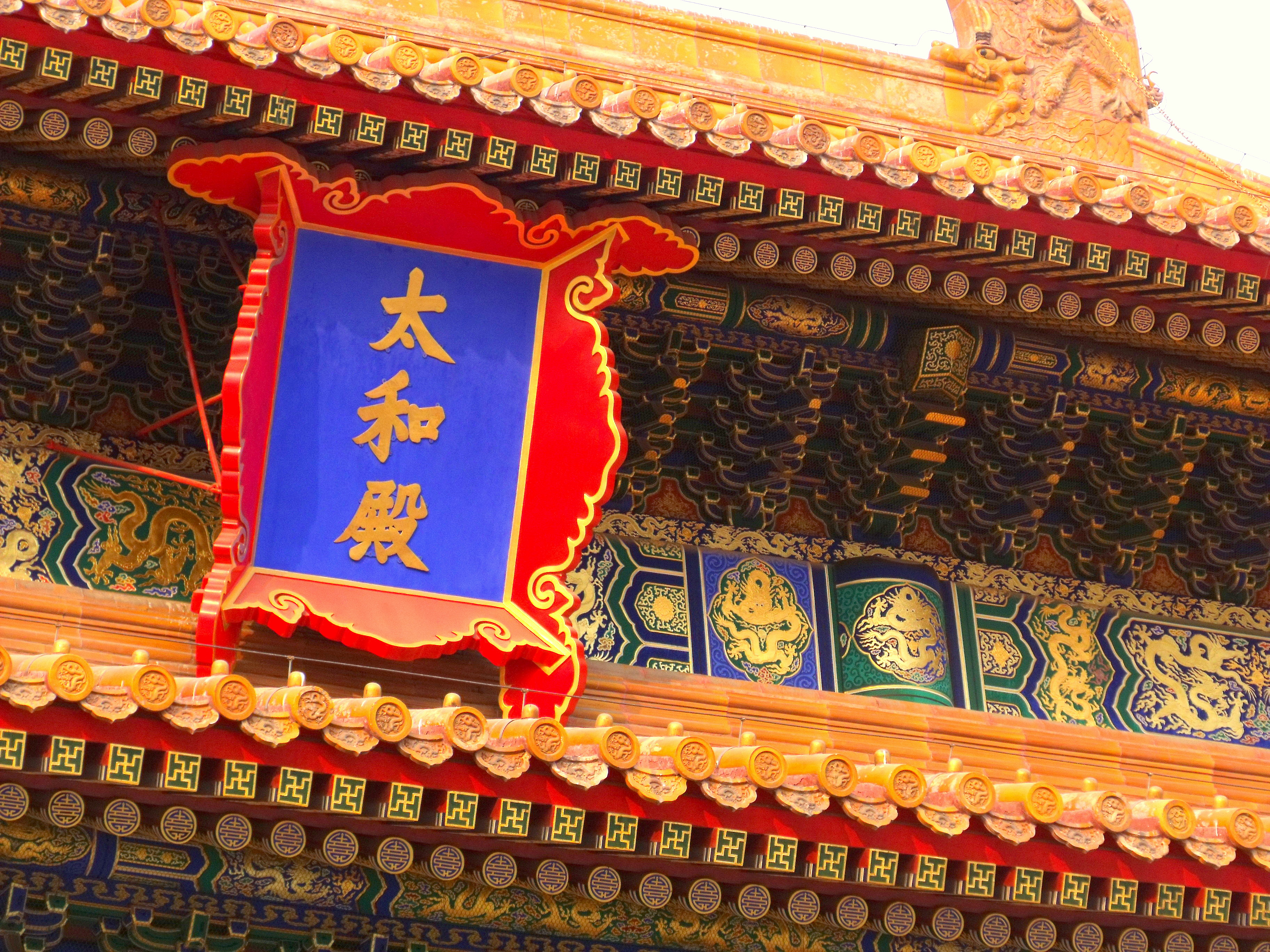
Tấm biển trên gác mái của điện Thái Hòa

Điện Thái Hòa (chữ Hán: 太和殿; bính âm: Tài Hé Diàn, Hán Việt: Thái Hòa điện; Mãn Châu: Amba hūwaliyambure deyen) hay còn gọi là Điện Kim Loan (金銮殿), là cung điện lớn nhất bên trong Tử Cấm Thành Bắc Kinh, tọa lạc trên trục trung tâm nối với Thái Hòa Môn ở phía trước. Điện Thái Hòa được xây dựng trên ba bậc đá cẩm thạch và được bao quanh bởi nhóm các lư hương lớn bằng đồng và là một trong những công trình kiến trúc bằng gỗ lớn nhất Trung Quốc. Đó là nơi các triều đại nhà Minh và nhà Thanh sử dụng để tổ chức lễ đăng quang và lễ cưới hoàng gia. Ban đầu vào thời nhà Minh, điện có tên là Phụng Thiên (奉天殿), đến thời Thuận Trị nhà Thanh mới đổi thành Thái Hòa như hiện nay.

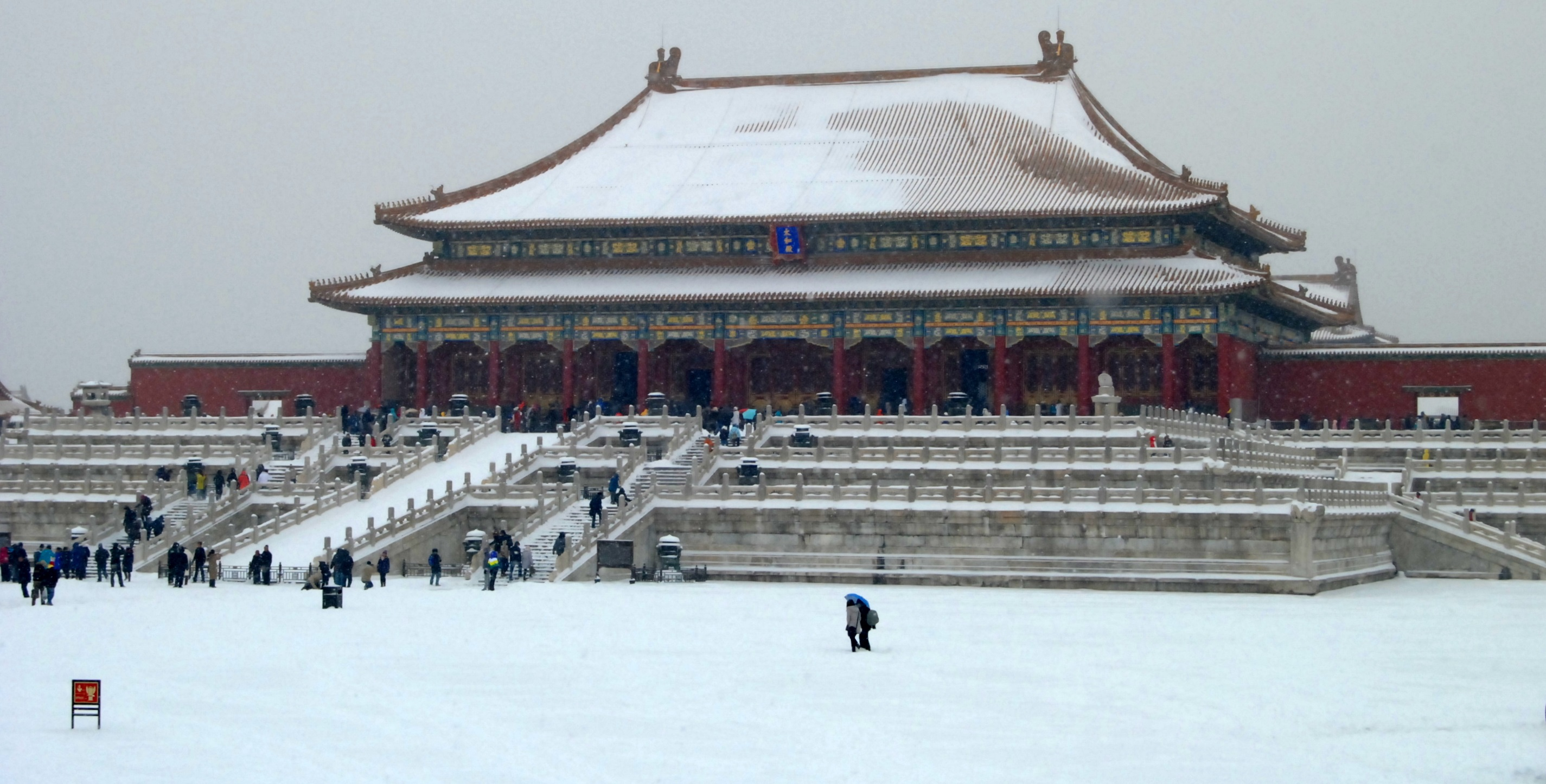
Hình ảnh Điện Thái Hòa trong tuyết

Điện Thái Hòa cùng với điện Trung Hòa và điện Bảo Hòa hợp thành quần thể Tiền Tam Điện án ngữ bên trong Tử cấm Thành.
Vươn cao 30 mét so với những bậc đá hình vuông bao quanh, Điện Thái Hòa là nơi biểu trưng cho quyền lực của Hoàng đế Trung Hoa, và là công trình bằng gỗ lớn nhất còn được bảo tồn ở Trung Quốc. Chiều dài, chiều rộng của điện là các con số 9 và 5 (cửu ngũ) tượng trưng cho uy quyền của Hoàng đế. Sáu cột gần ngai vàng của hoàng đế đều được phủ vàng và trang trí hình rồng. Ngai vàng có năm con rồng cuộn tròn xung quanh phần lưng và tay ngai. Bức bình phong phía sau cũng được chạm hình chín con rồng, một lần nữa lại thể hiện quan điểm cửu ngũ của người Trung Quốc.
Trần điện được thiết kế một giếng chìm có hình rồng cuộn và từ miệng giếng tỏa ra một chùm những quả cầu bằng kim loại, được gọi là "Gương Hiên Viên" với ngụ ý quay trở về với Hiên Viên Hoàng Đế, người cai trị huyền thoại đầu tiên của Trung Quốc. Vào thời nhà Minh, Hoàng đế lấy đây làm nơi thiết triều và bàn luận chính sự. Đên thời nhà Thanh, Hoàng đế chuyển nơi thiết triều ra cung Càn Thanh, còn điện Thái Hòa chỉ được sử dụng là nơi tổ chức nghi lễ, như lễ đăng quang, lễ tấn phong hay lễ cưới hoàng gia.

## Lịch sử

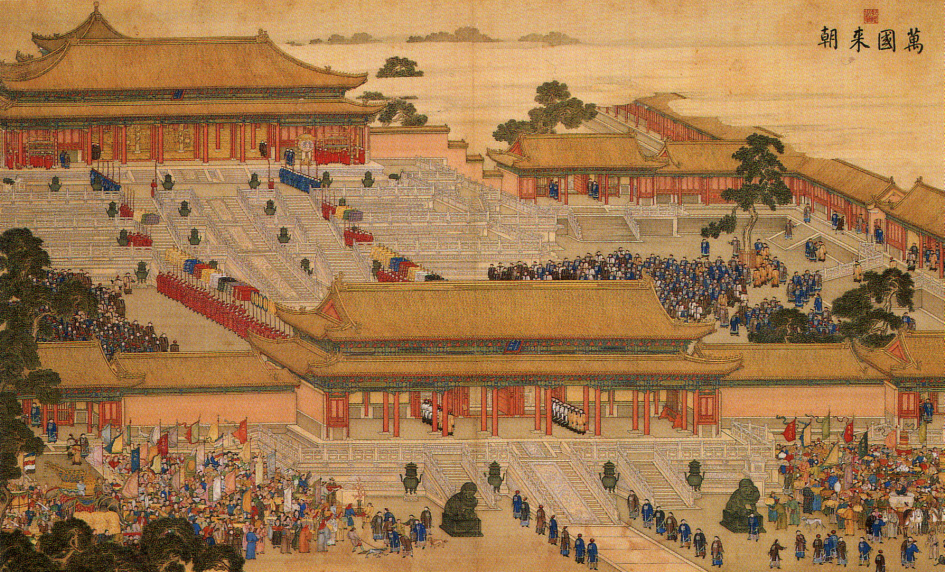
Thái Hòa điện và Thái Hòa môn trong bức Vạn quốc lai triều đồ vẽ dưới thời Càn Long. Chú ý rằng trong thời Thanh các biển ngạch ở phần gác mái đều có song ngữ Mãn-Hán.

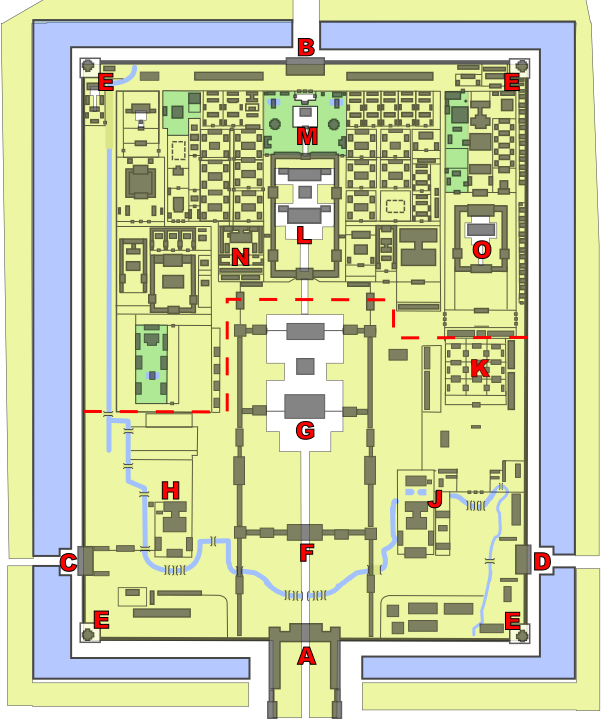
Bản đồ Tử Cấm Thành. G: Điện Thái Hòa

Điện Thái Hòa được khởi công xây dựng vào năm Vĩnh Lạc thứ 4 nhà Minh (1406), tới năm Vĩnh Lạc thứ 18 (1420) thì hoàn thành, ban đầu có tên là Phụng Thiên điện (奉天殿). Căn cứ vào sách Minh Thế Tông thực lục, điện Phụng Thiên nguyên bản "rộng 30 trượng, sâu 15 trượng" (原旧广三十丈，深十五丈云), tức là diện tích đạt khoảng 4522 mét vuông.
Năm Vĩnh Lạc thứ 19 (1421), điện Phụng Thiên gần như bị hư hại hoàn toàn do sét đánh trúng. Từ năm Chính Thống thứ 1 (1436) đến năm Chính Thống thứ 6 (1441), điện được xây dựng lại. Ngày Bính Thân tháng 4 năm Gia Tĩnh thứ 36 (tức ngày 11 tháng 5 năm 1557), điện lại bị sét đánh, tới năm Gia Tĩnh thứ 41 (1562), mới hoàn thành việc xây lại, đổi tên thành Hoàng Cực điện (皇极殿), tuy nhiên kích thước chỉ bằng hai phần ba so với điện Phụng Thiên cũ. Năm Vạn Lịch thứ 25 (1597), điện bị hỏa hoạn, tới năm Thiên Khải thứ 6 (1627) lại được xây lại.
Nhà Thanh năm Thuận Trị thứ 2 (1645) đã đổi tên thành Thái Hòa điện (太和殿) như ngày nay. Bắt đầu từ năm Thuận Trị thứ 3 (1646) đến năm Khang Hy thứ 8 (1667), mỗi năm đều trùng tu một lần.
Đêm ngày 3 tháng 12 năm Khang Hy thứ 18 (1679), Ngự thiện phòng phía tây điện Thái Hòa bị cháy do sự bất cẩn của các thái giám. Đám cháy lan sang khiến điện bị hư hại nặng. Từ năm Khang Hy thứ 34 (1695) đến năm Khang Hy thứ 36 (1697), điện được xây dựng lại, và có diện mạo ổn định cho đến ngày nay.
Sau cuộc Cách mạng Tân Hợi, theo điều khoản thỏa thuận giữa nhà Thanh và chính phủ Dân quốc, Tuyên Thống đế Phổ Nghi vẫn được quyền cư trú trong hậu cung. Viên Thế Khải nắm quyền, ý đồ xưng đế, đã lấy "Tam đại điện" (Thái Hòa, Trung Hòa, Bảo Hòa) làm cung điện và thay đổi nội ngoại thất. Các biển ngạch đề tên của các tòa điện có chữ Mãn Châu được gỡ bỏ, thay vào đó là các biển ngạch mới chỉ đề chữ Hán.

## Kiến trúc

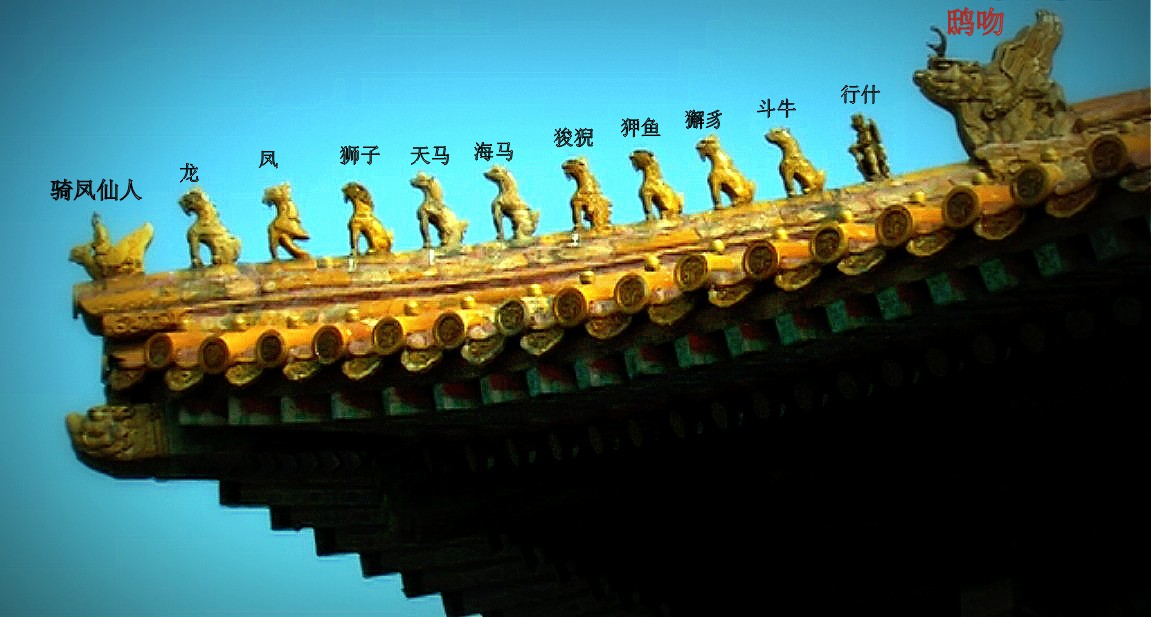
Những thần thú trên đỉnh Điện Thái Hòa, từ trái sang phải là：0 - Người cưỡi phượng tiên (骑凤仙人), 1 - Rồng, 2 - Phượng, 3 - Sư tử, 4 - Thiên mã, 5 - Hải mã, 6 - Toan Nghê (狻猊), 7 - Hiệp Ngư, 8 - Giải Trĩ (獬豸), 9 - Đấu Ngưu (斗牛), 10 - Hành Thập (行什). Ngoài cùng là Li Vẫn (螭吻).

Điện Thái Hòa là cung điện lớn nhất của Tử Cấm Thành, mặt trước rộng 11 gian (63.39 mét), chiều sâu 5 gian (khoảng 37 mét), diện tích chiếm khoảng 2377 mét vuông. Điện cao 26.92 mét, thêm 3 tầng bệ đá cẩm thạch 8.13 mét, tổng cộng cao 35.05 mét. Trên bệ đá còn có rất nhiều tượng đá long phượng. Điện Thái Hòa hiện tại có bề ngang hẹp hơn so với Thái Miếu (Bắc Kinh) (68.2 mét) và Lăng Ân điện của Minh Trường lăng (66.75 mét).
Hai dãy nhà hai bên Đông - Tây phía trước Điện Thái Hòa có:
- Hoằng Nghĩa các (弘义阁): Nằm ở phía Tây của quảng trường phía trước Điện Thái Hòa.
- Thể Nhân các (体仁阁): Nằm ở phía Đồng của quảng trường phía trước Điện Thái Hòa.

Phía bắc của mỗi Các đều có một cửa:
- Hữu Dực môn (右翼门): Nằm ở phía Bắc của Hoằng Nghĩa các. Xoay theo hướng Đông - Tây.
- Tả Dực môn (左翼门): Nằm ở phía Bắc của Thể Nhân Các. Xoay theo hướng Tây - Đông.

Hai bên Đông - Tây của Điện Thái Hòa có bức tường, hai bên đều có hai cánh cửa:
- Trung Hữu môn (中右门): Nằm ở phía Tây của Điện Thái Hòa, rộng 5 gian, phía trên phủ ngói lưu ly màu vàng.
- Trung Tả môn (中左门): Nằm ở phía Đông của Điện Thái Hòa, rộng 5 gian, phía trên phủ ngoái lưu ly màu vàng.